# Nol Houtkamp

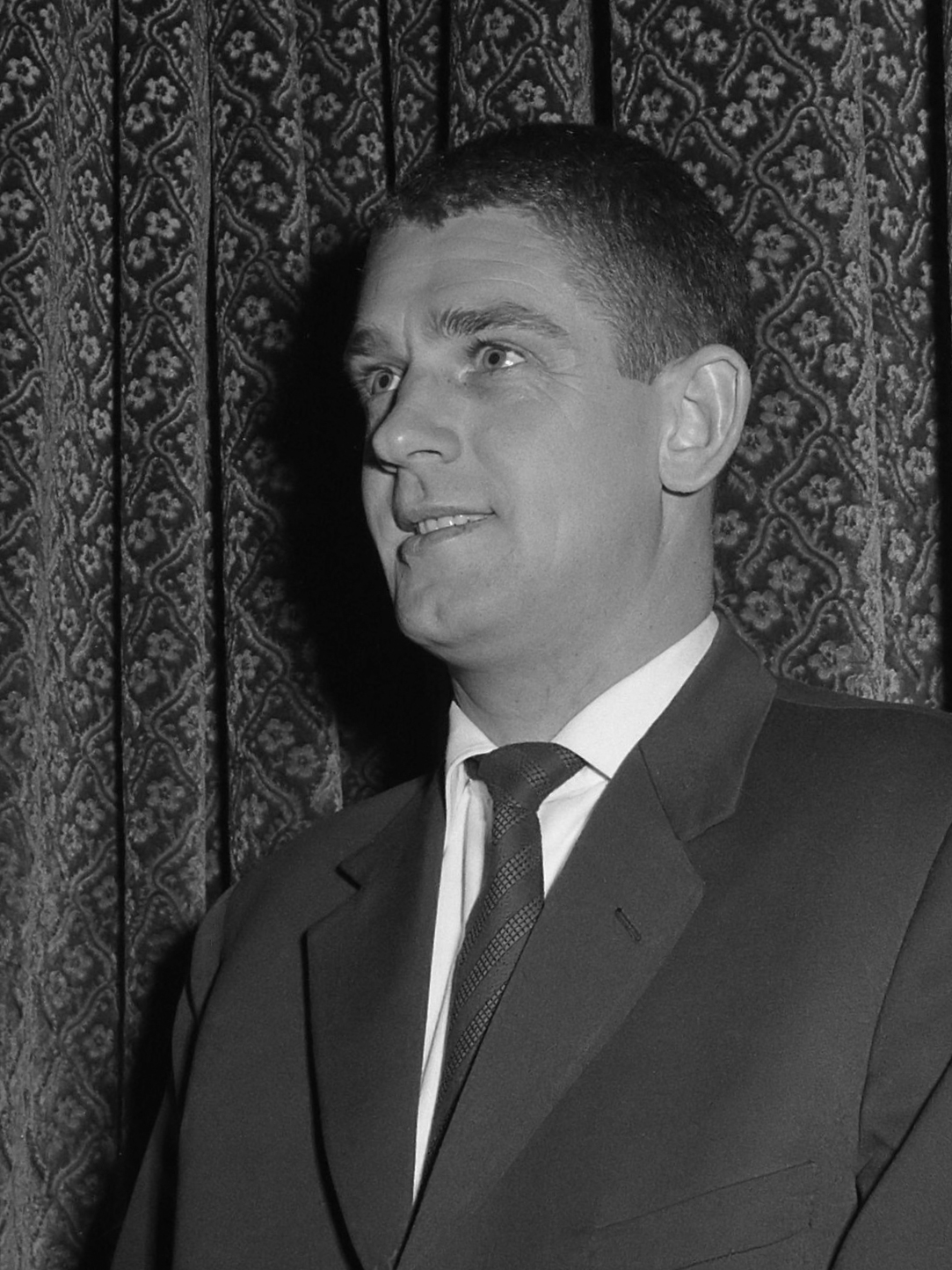
Nol Houtkamp (1961)

Arnoldus Simon (Nol) Houtkamp (Haarlem, 30 november 1928 – aldaar, 22 februari 2018) was een Nederlands honkballer.

## Loopbaan
Houtkamp speelde meer dan 23 interlands in de jaren vijftig en zestig voor het Nederlands honkbalteam en kwam als speler uit op het hoogste competitieniveau. Daarna was hij onder meer van 1969 tot 1983 bondscoach van het Nederlands damessoftbalteam en docent aan de coachopleiding van de bond. Hij schreef twee boeken over honkbal en softbal.
In 1983 werd Houtkamp als eerste Europeaan opgenomen in de Hall of Fame van de International Softball Federation. Op 10 september 2005 werd hij gekozen in de Hall of Fame van de KNBSB. Op 25 april 2008 werden de sportvelden van Olympia Haarlem aan de Noord-Schalkwijkerweg in Haarlem omgedoopt tot het Nol Houtkamp Sportpark als eerbetoon aan deze sporter. Tevens reikt de KNBSB jaarlijks de Nol Houtkamp award uit aan een persoon die veel aan softbal heeft bijgedragen. 
Nol Houtkamp was de vader van sportverslaggever Andy Houtkamp. Hij overleed in 2018 op 89-jarige leeftijd.